# Campyloneurum falcoideum
Campyloneurum falcoideum är en stensöteväxtart som först beskrevs av Oskar Kuhn och Georg Hans Emmo Wolfgang Hieronymus, och fick sitt nu gällande namn av M. Mey. och David Bruce Lellinger. Campyloneurum falcoideum ingår i släktet Campyloneurum och familjen Polypodiaceae. Inga underarter finns listade.